# Château de Thonon
Le château de Thonon est une ancienne citadelle du XIIIe siècle, aujourd'hui disparue, qui était édifiée dans la partie fortifiée du bourg médiéval de Thonon-les-Bains, aujourd'hui dans le département de la Haute-Savoie, en région Auvergne-Rhône-Alpes. Elle est, à partir de la fin du XIIIe siècle, le centre d'une châtellenie. Elle fut, au cours du XVe siècle, la résidence principale des comtes puis ducs de Savoie. Ruiné, le site accueille depuis le XVIIe siècle le château de Sonnaz transformé en musée du Chablais et l'Office du tourisme.

## Localisation
Thonon est installée sur les bords d'une falaise, surplombant le Léman.
La cité possède un rôle stratégique, au XIIIe siècle, pour la maison de Savoie. Le site se trouve à proximité des frontières avec le comté de Genève et du Faucigny, et en position avancée de terres savoyardes du Chablais, du pays de Vaud et du Valais. Il s'agit d'un axe secondaire entre le France et la péninsule italienne,. Le château, qui accroit la défense de la cité fortifiée, est en retrait par rapport au Léman. La défense du port et du bourg neuf est associée avec le château de Rives, la tour des Langues et le château de Montjoux.
Thonon est donc en position de retrait par rapport à Allinges, mais surtout à proximité du port de guerre faucignerand, Hermance, et de son château.

## Historique

### Fondation du premier château
Le bourg de Thonon, situé au bord du Léman, est mentionné dans la trêve de 1269, par l'intermédiaire de son prieuré,. À cette période, il s'agit principalement d'un oppidum (oppidi Thononis), sans toutefois la présence d'un château,. Il faut attendre la date de 1285 pour que celui-ci soit mentionné avec son châtelain, dans un acte du comte de Savoie Amédée V,. Les historiens en déduisent donc qu'il est à l'origine de sa construction. Il s'agit surtout d'une citadelle, édifiée dans l'enceinte du bourg, dans l'angle nord-est de l'enceinte du bourg. Le château semble accompagner l'installation d'un « bourg neuf » (1283/1284), situé en contrebas de la falaise. Cette « villa nova de Tonons » (1295/1296) semble fortifiée à cette date,.
Jusqu'en 1288, le bourg est géré par un métral, représentant le châtelain d'Allinges,. Ce dernier s'installe ensuite dans la maison forte de Thonon,.
Le château est de nouveau mentionné dans les comptes de Rodolphe de Montmayeur, bailli de Chablais et de Genevois et châtelain de Chillon, lors de la tournée d'inspection de son domaine entre 1303 et 1304.
En 1355, le Faucigny devient définitivement l'une des possessions de la maison de Savoie. Thonon, qui ne relève plus d'une position stratégique essentielle, connaît une nouvelle prospérité.

### Le nouveau château
Sous l'impulsion de la comtesse Bonne de Bourbon, épouse d'Amédée VI de Savoie, Ripaille et Thonon deviennent le lieu de résidence de la cour. La mort tragique de son fils, le nouveau comte Amédée VII, fait décroître le rôle de ces localités.
La place de Thonon s'accroît avec la nouvelle comtesse, Marie de Bourgogne, épouse d'Amédée VIII. Un second château est reconstruit sur l'ancienne citadelle, sous l'impulsion de la comtesse, tandis que le comte fait édifier un prieuré sur l'ancienne maison forte de Ripaille, qui y réside régulièrement à partir de 1406,.
Le comte Amédée VIII entreprend de nombreux travaux de restauration du château, en 1413 et durant les deux années qui suivent. Le comte devenu duc y réside une partie de l'année. Amédée y reçoit et envoie les missives diplomatiques. Selon les comptes de châtellenies, Amédée VIII réalise de nombreux aménagements pour embellir le château et y donne de fréquentes fêtes. Thonon devient dans les faits la capitale du duché, rôle maintenu avec son fils Louis Ier. L'historien de l'art Enrico Castelnuovo note ainsi que cette « centralité politique et courtisane du bassin lémanique est à son zénith ».
Le futur bienheureux Amédée IX, fils du duc Louis Ier, y naît, en 1435. 
Thonon devient le siège d'une châtellenie autonome en 1570.
Entre 1589 et 1593, le duc de Savoie, Charles-Emmanuel Ier, est en guerre contre la cité de Genève, qui reçoit soutien du canton de Berne et des Réformés français. La ville de Thonon et son château sont assiégés. Le bourg est pris le 3 février 1591, le château résiste une semaine de plus. Ce dernier est détruit, « démoli au canon et à la mine le 17 février 1591 »,. Quelques semaines plus tard, le même sort est réservé au château d'Évian.

## Description

### Premier château
Le premier château — l'historienne Monique Constant parle plutôt d'une maison forte — est qualifié de simple,. Il s'agit d'un édifice en « pierre, entouré d'une cour que délimite les remparts de la ville sur deux côtés et une palissade bordée d'un fossé sur les deux autres »,. L'accès se fait par un pont-levis, construit un an après la construction du château. Un inventaire de 1290 ne mentionne aucun mobilier particulier, simplement la présence d'armes.
Vers 1314-1315, les comptes permettent d'apprendre l'aménagement d'une chambre et d'une cuisine. L'ensemble est complété l'année suivante par une prison. Sur cette période, la plupart des aménagements réalisés pour le château relèvent, toujours selon ces comptes, des réparations essentielles et du domaine militaire.
Au cours des années 1340, de nouveaux aménagements sont réalisés notamment la création d'une grande salle.
Le château tombe en ruine au cours des années 1360, entraînant de nombreux travaux que l'on retrouve dans les comptes de châtellenie. Grâce à eux, on connait son aménagement : « passé le pont-levis, la porte d'entrée était défendue par une tour de trois étages au sous-sol de laquelle se trouvait la prison [...] La grande salle, élevée sur un rez-de-chaussée et surmontée d'un étage, la cuisine la paneterie, l'écurie [...] ; l'écurie, surmontée de deux étages, se situait devant la grande salle ». Le sol est en terre battue et dans les étages en bois, exception faite pour la salle de réception où était appliqué du plâtre comme sur les murs,.

### Second château
Sur les ruines de l'ancien château détruit, la comtesse Marie de Bourgogne fait reconstruire un plus grand château,. Celui-ci est organisé avec un donjon, situé au sud, quatre tours entourant le plain-château (espace situé dans l'enceinte),, dans la partie nord. L'une d'elles porte le nom de « Tour de la Duchesse ». Des recherches au XIXe siècle ont permis de donner une hauteur de 11 mètres pour les tours. Les travaux engagés par le duc permettent de rejoindre deux tours, de formes rectangulaires, donnant sur la ville, construites en 1413. Lors de cette même année, on installe une porte d'entrée et un grand escalier menant au deuxième étage.
L'année suivante, le mur donnant sur le Léman est détruit et remplacé. En 1435, une arrivée d'eau est aménagée. 
Les toits sont recouverts de tuiles provenant de Filly.
Le château est détruit lors du conflit opposant la Savoie aux Suisses. Disparu, le site est devenu la propriété des Gerbaix de Sonnaz d'Habères, qui édifient en partie sur les ruines un nouveau château, entre 1666-1668.
Le château de Thonon, après sa vente en 1949 à la commune, est devenu le « musée du Chablais » et l'Office du tourisme.

## Châtellenie de Thonon
Le château devient le siège de la châtellenie des Allinges-Neuf, à partir de 1288, avec le développement de l'activité économique du bourg de Thonon,,. Un acte de 1285 mentionne la présence d'un châtelain,.
Jusqu'alors, le bourg était géré par un représentant du châtelain, le métral. En cette fin du XIIIe siècle, le châtelain s'installe au château. Il est un « [officier], nommé pour une durée définie, révocable et amovible »,. Il est chargé de la gestion de la châtellenie ou mandement, il perçoit les revenus fiscaux du domaine, et il s'occupe de l'entretien du château.
De 1536 à 1567, la partie nord du duché est occupée par les Bernois. Après 1567, les châtelains ne gardent plus qu'un rôle judiciaire, la fonction militaire étant dévolue à des fonctionnaires qui portent le titre de capitaine, commandant ou encore gouverneur de la fortification. Thonon devient une châtellenie indépendante à partir de 1570.

### Régeste genevois(1866)
1. ↑  Trêve entre Philippe, comte de Savoie et de Bourgogne, d'une part, et Guigues, Dauphin de Viennois, comte d'Albon et seigneur de Faucigny, du 21 janvier 1269 (REG 0/0/1/1041).
2. ↑  Sentence du 22 janvier 1269 (REG 0/0/1/1042).
3. 1 2  Lettres patentes d'Amédée V, comte de Savoie, du 1er octobre 1285 (REG 0/0/1/1228).
4. ↑  Comptes de Rodolphe de Montmayeur, du 24 avril 1303 au 6 mars 1304 (REG 0/0/1/1228).

### Fonds d'archives
- « SA - Comptes des chatellenies, des subsides, des revenus et des judicatures > Niveaux de description inférieurs > Allinges, Thonon (1272-1599) », sur le site des Archives départementales de la Savoie - enligne.savoie-archives.fr
- Série : Comptes des châtellenies (XIIIe siècle-XVIe siècle). Fonds : Inventaire-Index des comptes de châtellenie et de subsides; Cote : SA. Chambéry : Archives départementales de la Savoie (présentation en ligne).p. 29-42, « Châtellenie des Allinges, Thonon »